# Сквирка
Скви́рка (укр. Сквирка) также известна как Сквира или Сквира-Руда (укр. Сквира или укр. Сквира Руда) — река на Украине, протекающая по территории Сквирского и Белоцерковского районов Киевской области.

## Описание
Длина — 44,5 км, площадь водосборного бассейна — 344 км². Долина трапециевидная, шириной до 2 км, глубиной до 20 м. Пойма двухсторонняя, её средняя ширина 200 м. Русло извилистое, глубиной 0,8-1 м. Уклон реки 1,6 м/км. По течению реки построено несколько дамб образующие пруды. Средний расход воды р. Сквирка в устье составляет 0,82 м³/с.
Сквирка берёт начало западнее села Кривошеинцы. Течёт преимущественно на восток, в низовьях — на юго-восток. Впадает в реку Рось в пределах села Яблоновка.
Наибольшие притоки — Домантовка и Пустоваровка.
На берегах реки расположены город Сквира и несколько деревень.

## Название
Вероятно, название происходит от украинского слова «укр. сквира», что имеет значение «щель или трещина». Гидрооснову названия «Сквира» объясняют как «та, что пронизывает повышение или каменистый грунт». Такое предположение поддерживается природными особенностями долины Сквирка: она действительно словно рассекает возвышенную местность.
Существует другое предположение, согласно которому гидроним «Сквира» является балтизмом, возникшим на этой территории в период максимальной близости балтийских диалектов к славянским.